# Krążowniki liniowe typu Amagi
Krążowniki liniowe typu Amagi (jap. 天城型 Amagi-gata) − typ japońskich okrętów wojennych z okresu I wojny światowej. 
Budowa krążowników liniowych typu Amagi była elementem realizacji tzw. planu 8-8, mającego na celu unowocześnienie Marynarki Wojennej Japonii. Typ Amagi, w skład którego miały wchodzić cztery okręty, był powiększoną wersją pancerników typu Kaga, ale z cieńszym pancerzem burtowym i pokładowym oraz zmodyfikowanym układem artylerii średniego kalibru. Ograniczenia nałożone przez traktat waszyngtoński z 1922 roku spowodowały, że budowa okrętów tego typu musiała zostać przerwana. Jedynie „Amagi” i „Akagi”, zgodnie z ustaleniami traktatu, zostały przeznaczone do ukończenia jako lotniskowce. Trzęsienie ziemi uszkodziło jednak kadłub tego pierwszego tak mocno, że okręt został zezłomowany, a w jego miejsce na lotniskowiec przerobiono pancernik „Kaga”. „Akagi” służył w czasie II wojny światowej jako część Kido Butai do momentu zatopienia w bitwie pod Midway.
Nazwy okrętów pochodziły od formacji Amagi, Akagi, Atago, podczas gdy nazwa czwartego pochodziła od góry Takao w pobliżu Kioto lub miasta Takao na Formozie (obecnie Kaohsiung, Tajwan).

## Projekt

### Rozmiary i maszynownia
Okręty miały planowaną wyporność równą 41 217 tonom oraz pełną 47 000 ton. Projekt przewidywał, że osiągną 250 m długości na linii wodnej oraz 251,8 m całkowitej. Szerokość miała wynosić 30,8 m, a zanurzenie 9,5 m. Okręty miały być napędzane turbinami typu Gihon przekazującymi moc na cztery śruby napędowe. Projektanci zakładali, że turbiny będą otrzymywać parę z 19 kotłów wodnorurkowych typu Kampon, z których 11 miało być opalanych olejem napędowym, a pozostałych osiem mieszaniną oleju i węgla. System ten miał zapewnić moc 131 200 shp i prędkość maksymalną 30 węzłów. Okręty miały mieć zapas 3900 ton oleju i 2500 ton węgla. Prędkość ekonomiczna została określona na 14 węzłów, a z pełnym zapasem paliwa okręt miał mieć maksymalny zasięg 8000 mil morskich.

### Uzbrojenie
Zaplanowano, że artyleria główna okrętów typu Amagi będzie się składać z 10 dział kal. 410 mm L/45 w pięciu wieżach dwudziałowych (choć w 1920 roku testowano działo o lufie długości 50 kalibrów i mogło ono także być zastosowane). Działo wystrzeliwało pocisk przeciwpancerny ważący 1000 kg przy pomocy ładunku prochowego o masie 224 kg z prędkością 790 m/s. Działa mogły strzelać z szybkością pomiędzy 1,5 a 2,5 strzału na minutę. Każde miało zapas 90 pocisków, a żywotność luf określono na 250-300 strzałów. Wieże miały być umieszczone w osi symetrii okrętu w następujący sposób: dwie wieże na dziobie (w superpozycji) i trzy za nadbudówką rufową (dwie na podwyższonym pokładzie, trzecia bezpośrednio na rufówce). Ważyły 1004 tony każda i mogły ustawić działa pod kątem od -5 do +30 stopni.
Artyleria średniego kalibru miała się składać z 16 dział kal. 140 mm L/50 zamontowanych w kazamatach na śródokręciu. Działa te wystrzeliwały pociski o wadze 38 kg za pomocą ładunku prochowego o wadze 10,33 – 10,97 kg z prędkością wylotową 850-855 m/s. Maksymalne podniesienie dział miało wynosić 25 stopni, co umożliwiało oddanie strzału na odległość 17 500 m. Cztery, później sześć, dział przeciwlotniczych kal. 120 mm L/45 miało być zamontowanych na śródokręciu. Okręty miały być także wyposażone w osiem wyrzutni torpedowych kal. 610 mm umieszczonych poniżej linii wodnej.

### Opancerzenie
Planowano, że typ Amagi będzie wyposażony w pancerz burtowy o grubości 254 mm nachylony pod kątem 12 stopni, natomiast grodzie cytadeli miały mieć 73 mm grubości. Barbety artylerii głównej miały być chronione przez pancerze grubości 229–280 mm, a wieża dowodzenia przez 76–356 mm. Planowano, że pancerz pokładowy będzie miał grubość 98 mm.

## Geneza projektu
Doświadczenia z wojny rosyjsko-japońskiej przekonały planistów morskich, że japońskiej flocie potrzebnych będzie więcej szybkich okrętów. 4 kwietnia 1907 roku Cesarska Rada Obrony zaaprobowała tzw. plan 8-8. Był on oparty na założeniu, że w składzie marynarki zawsze będzie się znajdowało osiem pancerników i osiem krążowników pancernych młodszych niż 10 lat (później zmodyfikowano założenia na osiem krążowników liniowych i wiek do ośmiu lat). Nadejście nowego rodzaju pancerników – drednotów spowodowało jednak, że od samego początku plan był niewykonalny. Przy słabej i nierozwiniętej gospodarce oraz dużych obciążeniach, jakim została ona poddana w czasie wojny rosyjsko-japońskiej (Japonia wyszła z wojny zwycięska, ale będąc bankrutem) zwodowanie rewolucyjnego wówczas HMS „Dreadnought” było katastrofą dla Japonii.
W 1907 roku Japonia była w połowie drogi do uzyskania stanu 8-8 mając w służbie dwa nowo zbudowane pancerniki (typu Katori), dwa dalsze (typu Satsuma) w budowie oraz cztery krążowniki pancerne zatwierdzone do budowy lub w budowie. Dodatkowo zatwierdzono budowę trzech dalszych pancerników oraz czterech krążowników, lecz fundusze na ten cel nie zostały przyznane. Zmiany technologiczne i strategiczne spowodowały jednak, że ówczesne pancerniki (w tym wszystkie japońskie okręty pozostające w służbie lub znajdujące się w budowie) stały się przestarzałe w momencie wprowadzenia do służby HMS „Dreadnought”. Krążowniki pancerne stały się natomiast przestarzałe w momencie, gdy Wielka Brytania i Niemcy rozpoczęły budowę pierwszych jednostek nowej klasy – krążowników liniowych. Dowództwo japońskiej marynarki szybko zrozumiało tę sytuację i zaproponowało zamówienie u Brytyjczyków dwóch krążowników liniowych, z których jeden miał być zbudowany w Wielkiej Brytanii, a drugi w Japonii. Okręty te zostały zamówione (typ Kongo).
W 1910 roku nadal posiadano autoryzację na budowę jednego pancernika i czterech krążowników pancernych. Pancernik – silniej opancerzona wersja okrętów typu Kongo – stał się pierwszym japońskim superdrednotem („Fusō”). Z tym okrętem Japonia pozornie zbliżała się do celu 8-8, ale nowe okręty wchodzące na służbę we flotach innych mocarstw reprezentowały wyższy poziom technologiczny i powodowały, że wszystkie wcześniej zbudowane japońskie okręty liniowe stawały się przestarzałe. To oznaczało, iż planiści dążący do „floty 8-8” musieliby zmierzać do budowy siedmiu dalszych pancerników oraz czterech dalszych krążowników liniowych w momencie, gdy Japonia starała się przetrwać światowy kryzys finansowy.
Po propozycjach dowództwa marynarki z 1911 i 1912 roku nawołujących do dużej rozbudowy floty, rada ministrów zgodziła się przyjąć plan 4-4. Zgodnie z nim zostały zatwierdzone do budowy trzy nowe pancerniki, ale żaden krążownik liniowy. Marynarka uznała jednak ten plan za zbyt skromny i nadal dążyła do realizacji planu 8-4. Cesarska Rada Obrony z kolei naciskała na realizację planu 8-8. Rząd ustąpił i do lipca 1914 roku zdecydował najpierw o poparciu planu 8-4, a następnie 8-8. Plan 8-4 został zaprezentowany Zgromadzeniu Narodowemu w 1914 roku. Planowano, że do 1923 roku Japonia będzie posiadała osiem pancerników i cztery krążowniki liniowe. Planowano zbudować dwa pancerniki typu Nagato i dwa typu Tosa. Problemem był przy tym fakt, że stary plan zakładał, iż wszystkie okręty wchodzące w skład „floty 8-8” musiały mieć mniej niż osiem lat. Do czasu, gdy wszystkie nowe okręty zostałyby ukończone, „Fuso” i pierwsze dwa okręty typu Kongo byłyby już według tych kryteriów uznane za przestarzałe.
Pomimo tego plan został przegłosowany w roku 1917 i zatwierdzony wraz z finansami na dwa krążowniki liniowe, którymi zostały dwie jednostki typu Amagi. Pod koniec 1917 roku marynarka zaproponowała rozszerzenie planu 8-4 i dodanie dwóch kolejnych krążowników liniowych. Propozycja została zaaprobowana i w rezultacie zamówiono dwa kolejne okręty typu Amagi. Jednak posiadanie w budowie czterech pancerników i czterech krążowników liniowych (wszystkie wyposażone w działa kal. 410 mm) było bardzo dużym obciążeniem dla gospodarki japońskiej. W tym czasie Japonia na marynarkę wojenną wydawała około 1/3 budżetu.

## Budowa, jej przerwanie i konwersja

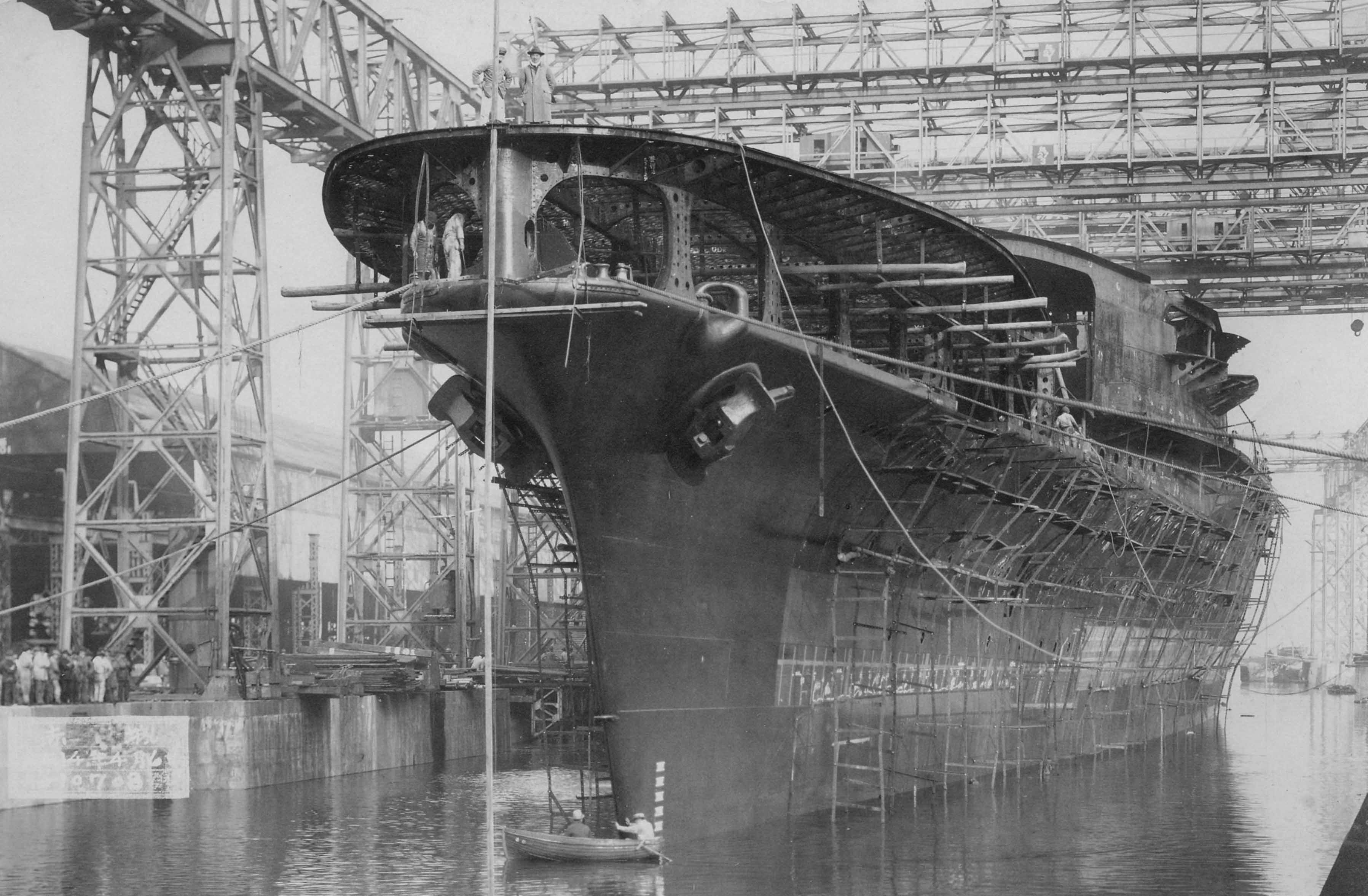
„Akagi” po wodowaniu w kwietniu 1925 r.; już po rozpoczęciu konwersji na lotniskowiec

„Akagi” był pierwszym okrętem typu, którego stępkę położono. Budowa rozpoczęła się 6 grudnia 1920 roku w stoczni w Kure. Budowa „Amagi” rozpoczęła się dziesięć dni później w Yokosuce. Planowano, że ta pierwsza para jednostek zostanie ukończona, odpowiednio, w grudniu i listopadzie 1923 roku. Stępkę „Atago” położono w Kobe (stocznia Kawasaki) w dniu 22 listopada 1921 roku. Planowano, że jednostka zostanie ukończona w grudniu 1924 roku. „Takao”, czwarty i ostatni okręt tego typu, miał powstać w stoczni Mitsubishi w Nagasaki. Jego stępkę położono 19 grudnia 1921 roku i planowano, że także zostanie ukończony w grudniu 1924 roku.
Plany japońskie zostały mocno zmienione przez podpisany w lutym 1922 roku traktat waszyngtoński, który ograniczył tonaż okrętów określanych jako capital ship, jakie mogli posiadać jego sygnatariusze. Traktat ustanawiał także moratorium na budowę nowych jednostek. Zgodnie z tymi ustaleniami wstrzymano budowę nieukończonych jeszcze krążowników liniowych. Wielka Brytania musiała więc zrezygnować z budowy jednostek typu G3, USA – z budowy krążowników liniowych typu Lexington, a Japonia – z kontynuowania budowy jednostek typu Amagi. Traktat umożliwiał jednak przerobienie kadłubów pancerników i krążowników liniowych znajdujących się w budowie na lotniskowce – ale tylko jeżeli nowe jednostki miałyby wyporność poniżej 27 000 ton. Mając na uwadze, że projektowana wyporność pełna jednostek typu Amagi miała wynosić 47 000 ton, ciężko byłoby utrzymać ten limit. Amerykanie mieli jednak ten sam problem z jednostkami typu Lexington. Spowodowało to, że w ramach wyjątku (na wniosek amerykańskiego asystenta Sekretarza Marynarki T. Roosevelta Jr.) został dodany do traktatu punkt umożliwiający pięciu sygnatariuszom możliwość przerobienia do dwóch capital ships, które znajdowały się w budowie, na lotniskowce o wyporności maksymalnej 33 000 ton.. Stany Zjednoczone i Japonia szybko skorzystały z tej możliwości. Japonia wybrała do konwersji „Amagi” i „Akagi”, dwa najbardziej zaawansowane w budowie okręty. „Atago” i „Takao” zostały anulowane 31 lipca 1924 roku i rozebrane na złom jeszcze w tym samym roku.
Podczas trzęsienia ziemi w Tokio w 1923 roku, doszło do znacznych uszkodzeń kadłuba „Amagi”. Struktura została zbyt mocno zniszczona by być użyteczną i prace zostały przerwane. „Amagi” został skreślony z listy jednostek floty i sprzedany na złom. Złomowanie rozpoczęło się 14 kwietnia 1924 roku. W zamian za krążownik liniowy do przeróbki został wybrany nieukończony pancernik „Kaga”, przy budowie którego prace zostały wcześniej przerwane w dniu 5 lutego 1922 roku.

### „Akagi” jako lotniskowiec

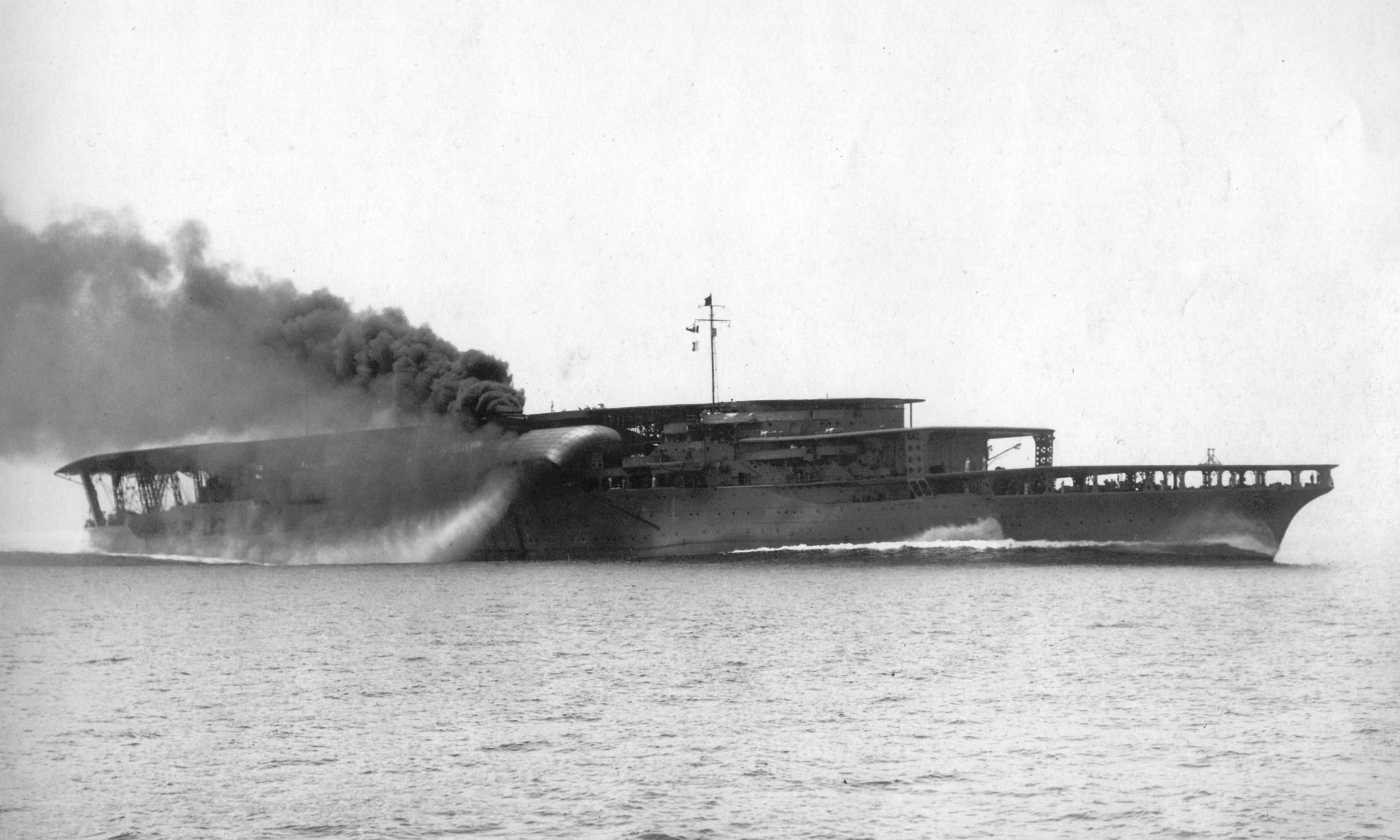
„Akagi” na próbach w 1927 r. Okręt początkowo miał dwa pokłady startowe i jeden do lądowań.

Prace mające na celu przerobienie nieukończonego krążownika liniowego na lotniskowiec rozpoczęły się 19 listopada 1923 roku i zostały ukończone w marcu 1927 roku. Okręt początkowo miał jeden główny pokład służący do lądowań oraz dwa krótsze, umieszczone poniżej, pokłady startowe. Ten projekt okazał się być niesatysfakcjonujący i w 1935 roku okręt został wycofany z aktywnej służby w celu przebudowy. Niższe pokłady startowe zostały usunięte, pokład startowy został wydłużony do 249 metrów, dodano także trzeci podnośnik samolotów. Przebudowa została ukończona w 1938 roku. „Akagi” wspierał operacje w pobliżu wybrzeży Chin na początku roku 1939 i w roku 1940. W listopadzie 1940 roku przeszedł przegląd. 
W ataku na Pearl Harbor 7 grudnia 1941 roku brał udział jako jednostka flagowa admirała Nagumo. O 6:00 7 grudnia 1941 roku w odległości około 275 mil od bazy amerykańskiej z pokładu lotniskowców „Akagi”, „Kaga”, „Hiryū”, „Sōryū”, „Shōkaku” i „Zuikaku” wystartowały samoloty pierwszej fali, która zaatakowała o 7:40. Drugi atak nastąpił o 8:50. Amerykańskie straty wyniosły m.in. pięć pancerników zatopionych (jeden eksplodował, jeden wywrócił się, trzy osiadły na dnie portu) i dwa niszczyciele (spalone w suchym doku) oraz 188 samolotów zniszczonych.
Od stycznia do marca 1942 roku „Akagi” wraz z innymi lotniskowcami Kido Butai wspierał japońskie operacje inwazyjne w rejonie Południowo-Wschodniej Azji. „Akagi” opuścił Japonię 5 stycznia 1942 roku. 20 i 22 stycznia jego samoloty brały udział w bombardowaniu Rabaulu na Nowej Brytanii. 21 stycznia atakowały Kavieng na Nowej Irlandii. 19 lutego uczestniczyły w bombardowaniu Darwin, a także ciężko uszkodziły amerykański tender wodnosamolotów (dawniej lotniskowiec) USS „Langley” 27 lutego. Został on następnie zatopiony przez eskortę. 
Pod koniec marca 1942 roku „Akagi” wraz z lotniskowcami „Hiryū”, „Sōryū”, „Shōkaku” i „Zuikaku” oraz zespołem pancerników, krążowników i niszczycieli wyruszył na Ocean Indyjski, by zniszczyć tamtejszą flotę brytyjską. 5 kwietnia samoloty z wszystkich lotniskowców uderzyły na brytyjską bazę w Colombo niszcząc instalacje nabrzeżne oraz zatapiając krążownik pomocniczy i stary niszczyciel „Tenedos” w porcie. Gdy japońskie samoloty wracały na pokłady okrętów, wodnopłatowiec spostrzegł krążowniki ciężkie HMS „Dorsetshire” i „Cornwall”. Oba okręty zostały zatopione przez bombowce nurkujące, m.in. z „Akagi”. 9 kwietnia japońskie lotniskowce zaatakowały Trincomalee i zniszczyły wiele brytyjskich myśliwców i bombowców oraz zatopiły statek handlowy w porcie. Po ataku na Trincomalee samoloty z „Akagi” uczestniczyły w zatopieniu brytyjskiego lotniskowca HMS „Hermes”, korwety HMS „Hollyhock” (K64) i australijskiego niszczyciela HMAS „Vampire”.
Pod koniec maja 1942 roku, w ramach wysiłków mających na celu znalezienie i zniszczenie nieuchwytnych amerykańskich lotniskowców, japońskie siły zorganizowały atak na Aleuty na wodach Alaski i atol Midway na Zachodnim Pacyfiku. Admirał Nagumo na pokładzie „Akagi” poprowadził lotniskowce „Kaga”, „Sōryū” i „Hiryū” wraz z okrętami wspierającymi wchodzącymi w skład 1. Zespołu Uderzeniowego Lotniskowców (Kido Butai) do ataku na Midway. W pierwszym ataku na cele lądowe japońskie samoloty zneutralizowały nieliczne myśliwskie siły obrońców i zadały pewne uszkodzenia amerykańskim instalacjom na atolu. Samoloty torpedowe i bombowce nurkujące wysłane z Midway by zaatakować japońską flotę nie odniosły sukcesu, ale wkrótce zaatakowały samoloty z lotniskowców. Samoloty torpedowe z USS „Hornet”, USS „Enterprise” i USS „Yorktown” zaatakowały wspólnie zmuszając japońskie lotniskowce do silnego manewrowania w ramach uników przed torpedami, co spowodowało, że nie mogły wysłać dodatkowych samolotów dla obrony. Amerykańskie bombowce nurkujące, które przyleciały opóźnione nie mogąc znaleźć celu, wkrótce zadały śmiertelne ciosy „Akagi”, „Kaga” i „Sōryū”. „Yorktown”, zaatakowany przez ocalałe bombowce z „Hiryū” próbował wrócić do walki, ale kilka godzin później został trafiony dwiema torpedami. Płonący okręt został opuszczony, ale jego samoloty zwiadowce spostrzegły „Hiryū”, a bombowce z „Enterprise” trafiły ostatni lotniskowiec wroga czterema bombami przesądzając o jego losie. Japonia straciła w tym starciu wszystkie cztery lotniskowce należące do 1. Zespołu Uderzeniowego Lotniskowców.